# Łuczszyje piesni (album Nikołaja Noskowa 2002)
Łuczszyje piesni (ros. Лучшие песни, pol. Najlepsze pieśni) – kompilacja rosyjskiego muzyka Nikołaja Noskowa. Została wydana w 2002 roku.

## Lista utworów
Opracowano na podstawie materiału źródłowego
1. „Это здорово” („Eto zdorowo”)
2. „Я тебя люблю” („Ja tiebia lublu”)
3. „Паранойя” („Paranojia”)
4. „Снег” („Snieg”)
5. „Я Тебя Прошу” („Ja tiebia proszu”)
6. „Я не модный” („Ja nie modnyj”)
7. „Дай мне шанс” („Daj mnie szans”)
8. „Романс” („Romans”)
9. „Зимняя ночь”  („Zimniaja nocz”)
10. „Белая ночь” („Biełaja nocz”)
11. „Стёкла и бетон” („Stiokła i bieton”)
12. „Дышу тишиной” („Dyszu tiszynoj”)
13. „Доброй ночи” („Dobroj noczi”)
14. „Мой друг” („Moj drug”)
15. „Примадонна” („Primadonna”)
16. „Узнать Тебя” („Uznat' tiebia”)